# عبد الجبار ناجي
عبد الجبار ناجي مؤرخ ومؤلف عراقي.

## حياته
عبد الجبار ناجي رحيم الياسري، محل وتاريخ الولادة: البصرة عدد الأولاد:4 ،بنتان وولدان
التدرج الوظيفي
1- مدرس مساعد 1965.
2- 1970 مدرس/ جامعة البصرة.
3- 1975 أستاذ مساعد/ جامعة البصرة.
4- 1976 رئيس قسم التاريخ / جامعة البصرة / كلية الآداب. 
5-1977 سنة تفرغ علمي إلى أمريكا.
7- 1978 رئيس قسم التاريخ / كلية الآداب - جامعة البصرة.
8- 1980 مدير المركز الثقافي لجامعة البصرة. 
9- 1982 رئيس قسم الدراسات الاجتماعية في مركز دراسات الخليج العربي – جامعة البصرة.
10- مرتبة استاد 1985 .
11- رئيس قسم التاريخ في كلية التربية للبنات 1992.
12- استاد التاريخ في كلية التربية – ابن رشد.
13- 1999 رئيس قسم الدراسات التاريخية / بيت الحكمة. 
14- رئاسة تحرير مجلة الآداب في البصرة 1975.
15- رئاسة تحرير مجلة البصرة 1981- 1983.
16-عضو هيئة موسوعة البصرة.
17- عضو لجنة الترقيات والتعضيد / جامعة البصرة.
18- عضو في هيئة التراث في المجمع العلمي العراقي 1997 .
19- عضو هيئة الكتابة بيوم بغداد /وزارة الداخلية 1998 ،1999، 2000، 2001 .
20- عضو هيئة كتابة تاريخ العراق العسكري 2001 -2002 .
21- نائب الأمين العام لاتحاد المؤرخين العرب 1992 .
22- ممثل جامعة البصرة في عدة لجان وزارية.
23- عضو في الاتحاد العام للمؤرخين العرب.

## مؤلفاته
1- الأمارة المزيدية في الحلة _البصرة 1970.
2- أطروحة الدكتوراه 1970 Baara:295-447 A.H I London 1970 
3- تطور الاستشراق في دراسة التراث العربي _موسوعة الصغيرة 1981.
4- من مشاهير أعلام –البصرة 1986 .
5- دراسات في تأريخ المدينة العربية الإسلامية – البصرة 1986.
6- من تأريخ البصرة السياسي – البصرة 1990.
7- مقاومة المدن العربية للغزاة- بغداد -وزارة الثقافة والأعلام 1980. 
8- إسهامات مؤرخي البصرة في الكتابة التاريخية – بغداد 1990.
9- العمق التاريخي لجزر الساحل الشرقي من الخليج العربي – جامعة بغداد 1990.
10- من تاريخ الحركة الفكرية في البصرة 1990. 
11- الدولة العربية في العصر العباسي 132ه -656ه- مع عدد من الاساتدة – البصرة 1989.
12- فصلان من كتاب تاريخ الأمة العربية – المنظمة العربية للتربية والثقافة والعلوم – تونس - تحت الطبع.
13- الهوية العربية عبر التاريخ –المجمع العلمي العراقي –بحوث ندوة 1997 .
14- علماء العراق بين القرنين السابع والحادي عشر الهجريين – بيت الحكمة 1998.
15- أثر الحضارة العربية الإسلامية في الفكر العربي –بيت الحكمة 1997.
16- بيت الحكمة.. الماضي والحاضر – بيت الحكمة 1997 . 
17- تبويب الجانب التاريخي والحضاري لمقدمة ابن خلدون –بيت الحكمة 2000.
18- تبويب الجانب التاريخي والحضاري لجمهرة خطب العرب - بيت الحكمة 2000.
19- مركز الوثائق والتاريخ في البلدان العربية – بيت الحكمة.
20- الأخبار التاريخية في كتاب عيون الأخبار لابن قتيبة الدنبوري – بيت الحكمة 2000. 
21- معاد بن جبل الصحابي المجاهد –بغداد 2001. 
22- الإدارة المدنية في العصر العباسي الأخير (كتاب مترجم ) –بغداد،2002. 
23- بحثان في كتاب (بيت الحكمة العباسي )بغداد 2002.
24- بحث (الجهاد فكرا وممارسة )- بيت الحكمة – بغداد 2002.
25- بغداد في مؤلفات الرحالة العرب والأجانب مجلد 1/الحقبة الإسلامية – بغداد – بيت الحكمة 2003.
26- المقاومة البغدادية للسيطرة الأجنبية – مع عدد من الباحثين – بيت الحكمة – بغداد 2003.
27- هل الإسلام يتعارض مع الديمقراطية والحداثة مجلة الحكمة 2005. 
28-نقد الواية التاريخية /عصر الرسالة إنموذجا. بيروت/2011. 
29- التشيع والإستشراق.بيروت/2011. 
30-فلسفة التاريخ والنهاية الحتمية للحضارة والدولة. بيروت 2008. 
31-بيت الحكمة البغدادي. بغداد/2008 
32- زكريا القزويني الكوفي/المنافع الطبية في كتاب عجائب المخلوقات وغرائب الموجودات. 
بغداد2007 
33- المدارس الفكرية في البصرة في العصر الإسلامي. بيروت 2014 . 
34- الإما م علي عليه السلام وجمع القرآن عند المستشرقين. بيروت 2015. 
35-جدلية جمع القرآن الكريم عند المستشرقين بيروت 2017 
36- معارف المستشرقين بخصوص ثورة الإمام الحسين عليه السلام: خيانة المدّعين، صبر وعزيمة الجهاد، من أجل الإصلاح، التضحية.